# Jiří Levý
Jiří Levý (ur. 8 sierpnia 1926 w Koszycach, zm. 17 stycznia 1967 w Brnie) – czeski historyk, teoretyk literatury i przekładu. Jego prace miały ogromny wpływ na rozwój translatoryki nie tylko w Czechosłowacji, ale również poza jej granicami.

## Życiorys
Był synem Otakara Levego, historyka literatury, profesora romanistyki i tłumacza z języka francuskiego. Początkowo Levý mieszkał z rodzicami w Koszycach, ale lata 1929–1939 rodzina spędziła w Bratysławie, tam bowiem Otakar Levý nauczał w szkole średniej, a następnie wykładał literaturę francuską na uniwersytecie. Gdy proklamowano powstanie niepodległej Republiki Słowackiej, Levý z rodzicami przenieśli się do Pragi. Z powodu choroby (ostrej dysplazji stawu biodrowego) szkołę średnią ukończył w trybie nauczania indywidualnego. Po maturze (1946) rozpoczął studia na Uniwersytecie Masaryka w Brnie.
W latach 1950–1963 wykładał teorię literatury na Uniwersytecie Palackiego w Ołomuńcu. Od 1964 roku związany był z Katedrą Literatury Czeskiej na brneńskim uniwersytecie. Wykładał również w Dubrowniku, Warszawie, Hamburgu, Wiedniu i Stuttgarcie. Zasiadał w kilku kolegiach redakcyjnych. Publikował tak w krajowych, jak i w zagranicznych czasopismach. Należał do Związku Pisarzy Czechosłowackich, pracował dla działu tłumaczeń Związku Pisarzy Czeskich, był też członkiem Międzynarodowej Federacji Tłumaczy. Tłumaczył poezję angielską (m.in. Williama Blake’a, Johna Gaya, Williama Shakespeare’a), francuską i hiszpańską. Poezja i problemy związane z jej przekładem stały się tematem wielu jego prac, a także przyczyniły się do zorganizowania przez Levego dwóch konferencji poświęconych tej tematyce w Brnie (1964, 1966). Tam też założył Zespół ds. Metod Naukowych i Związków Interdyscyplinarnych, zalążek późniejszego Zespołu ds. Semiotyki i Lingwistyki Matematycznej działającego przy czechosłowackim towarzystwie cybernetycznym. Gdy zmarł, pozostawił żonę i osierocił dwójkę dzieci.
Od 1992 roku Stowarzyszenie Czeskich Tłumaczy Literatury organizuje Konkurs Jiříego Levego dla początkujących tłumaczy.

## Wybrane prace Levego poświęcone literaturze i translatoryce
- 1956: Kapitoly z teorie a metodiky překladu (wspólnie z Bohuslavem Ilkiem)
- 1957: České teorie překladu
- 1958: Úvod do teorie překladu
- 1963: Umění překladu
- 1966: Československý strukturalismus a jeho zahraniční kontext. Struktura a smysl literárního díla
- 1966: Západní literární věda a estetika
- 1971: Paralipomena
- 1971: Bude literární věda exaktní vědou?